# 池上永一
池上 永一（いけがみ えいいち、1970年5月24日 - ）は、日本の小説家。沖縄県出身。本名は又吉真也。

## 来歴
那覇市に生まれ、3歳より中学卒業まで石垣島で育つ。
沖縄県立開邦高等学校卒業、早稲田大学人間科学部人間健康科学科中退。
1994年、早稲田大学在学中に『バガージマヌパナス』で第6回日本ファンタジーノベル大賞を受賞し活動開始。
1998年、『風車祭（カジマヤー）』が第118回直木三十五賞候補となる。
『レキオス』『シャングリ・ラ』のようなSFファンタジーも執筆する。
2017年、『ヒストリア』で第8回山田風太郎賞受賞。

## 著作

### 小説
- バガージマヌパナス（1994年12月 新潮社）
  - 【改題】バガージマヌパナス わが島のはなし（1998年12月 文春文庫 / 2010年1月 角川文庫）
- 風車祭（カジマヤー）（1997年11月 文藝春秋 / 2001年8月 文春文庫 / 2009年10月 角川文庫【上・下】）
- 復活、へび女（1999年9月 実業之日本社）
  - 【改題】あたしのマブイ見ませんでしたか（2002年4月 角川文庫）
- レキオス（2000年5月 文藝春秋 / 2006年1月 角川文庫） - 早川書房『SFが読みたい!』2001年版国内2位、第21回日本SF大賞候補
- 夏化粧（2002年10月 文藝春秋 / 2006年6月 文春文庫 / 2010年5月 角川文庫）
- ぼくのキャノン（2003年12月 文藝春秋 / 2006年12月 文春文庫 / 2010年3月 角川文庫）
- シャングリ・ラ（2005年9月 角川書店 / 2008年10月 角川文庫【上・下】） - 早川書房『SFが読みたい!』2006年国内3位、第27回日本SF大賞候補
- テンペスト（2008年8月 角川書店【上 若夏の巻・下 花風の巻】 / 2010年8月 - 12月 角川文庫【1 春雷・2 夏雲・3 秋雨・4 冬虹】）
- トロイメライ（2010年8月 角川書店 / 2013年10月 角川文庫）
- 統ばる島（2011年3月 ポプラ社 / 2015年5月 角川文庫）
- トロイメライ 唄う都は雨のち晴れ（2011年5月 角川書店 / 2015年11月 角川文庫）
- 黙示録（2013年9月 角川書店 / 2017年5月 角川文庫【上・下】）
- ヒストリア（2017年8月 KADOKAWA / 2020年8月 角川文庫【上・下】）
- 海神の島（2020年9月 中央公論新社 / 2023年6月 中公文庫）

### エッセイ
- やどかりとペットボトル（2006年11月 河出書房新社 / 2007年8月 角川文庫）
- 王様は島にひとり（2010年 ポプラ社）

### アンソロジー
- 運命の恋 恋愛小説傑作アンソロジー（2019年6月 角川文庫）「宗教新聞」

### 作品のメディアミックス
- 漫画化
  - バガージマヌパナス わたしの島の物語（栗原まもる作画、『ザ・デザート』〈講談社〉連載、全1巻）
  - 風車祭（栗原まもる作画、『One more Kiss』〈講談社〉連載、全5巻）
  - レキオス（前嶋重機作画、『ヤングガンガン』〈スクウェア・エニックス〉連載）
  - シャングリ・ラ（烏丸匡作画、『増刊エースAアサルト』『月刊少年エース』〈角川書店〉連載、全4巻）
- アニメ化
  - シャングリ・ラ（2009年）
- 舞台・テレビドラマ化
  - テンペスト[4]（2011年）